# Luis Varese
Luis Varese Scotto, conocido como Camarada Luis, es un periodista y exterrorista peruano que perteneció al Movimiento Revolucionario Túpac Amaru (MRTA).

## Biografía
Nació en 1949. Cursó estudios en la Pontificia Universidad Católica del Perú y la Universidad Nacional Mayor de San Marcos. Fue dirigente del "Orga", el ala clandestina del Partido Socialista Revolucionario (PSR). En 1978 fue expulsado del PSR por lo cual pasó a formar parte del Partido Socialista Revolucionario Marxista-Leninista (PSR-ML). Formó parte del Frente Sandinista de Liberación Nacional (FSLN) de Nicaragua con el grado de capitán. En Nicaragua conoció a Ernesto Cardenal y recibió entrenamiento en combate y subversión entre los años 1978 y 1979. En 1979, contactó a Peter Cárdenas Schulte para formar el Frente Revolucionario Antiimperialista y por el Socialismo (FRAS). En 1981, viajó a Cuba para "completar la preparación para dirigir la lucha armada en Perú". En 1982 viajó por Europa recolectando fondos para financiar una revolución en Perú.
En los primeros años del Movimiento Revolucionario Túpac Amaru (MRTA) usó su experiencia en el FSLN para organizar a los miembros del MRTA. Entre 1984 y 1986 fue parte de los esfuerzos del MRTA de construir un frente subversivo en la selva del Cusco. Fue capturado en el Cusco en 1986.
Entre 1988 y el año 2011 trabajó para las Naciones Unidas.